# Bocana scotosa
Bocana scotosa är en fjärilsart som beskrevs av Holland. Bocana scotosa ingår i släktet Bocana och familjen nattflyn. Inga underarter finns listade i Catalogue of Life.